# Simon Pellaud
Simon Pellaud (6 de novembro de 1992) é um ciclista colombiano-suíço que compete nas fileiras do conjunto Androni Giocattoli-Sidermec.

## Trajectória
Estreiou em 2012 com a equipa Atlas Personal-Jakroo e na temporada de 2015 correu com a equipa IAM Cycling depois de ter sido já estagiário a temporada de 2014 neste mesmo conjunto.

## Palmarés
- 2016
  - 3.º no Campeonato da Suíça Contrarrelógio

- 2017
  - 1 etapa do Tour de Ruanda

- 2018
  - 1 etapa do Tour de Hainan[4]

- 2019
  - 1 etapa do Tour de Loir-et-Cher
  - Flecha das Ardenas[5]
  - Tour de Mirabelle
  - 2.º no Campeonato da Suíça em Estrada

## Resultados em Grandes Voltas e Campeonatos do Mundo
| Corrida            | Corrida            | 2015  | 2016  | 2017 | 2018 | 2019 | 2020 |
| ------------------ | ------------------ | ----- | ----- | ---- | ---- | ---- | ---- |
|                    | Giro d'Italia      | —     | —     | —    | —    | —    |      |
|                    | Tour de France     | —     | —     | —    | —    | —    | —    |
|                    | Volta a Espanha    | 119.º | 105.º | —    | —    | —    | —    |
| Mundial em Estrada | Mundial em Estrada | —     | —     | —    | —    | —    | Ab.  |

—: não participa

Ab.: abandono